# Trogirs historia

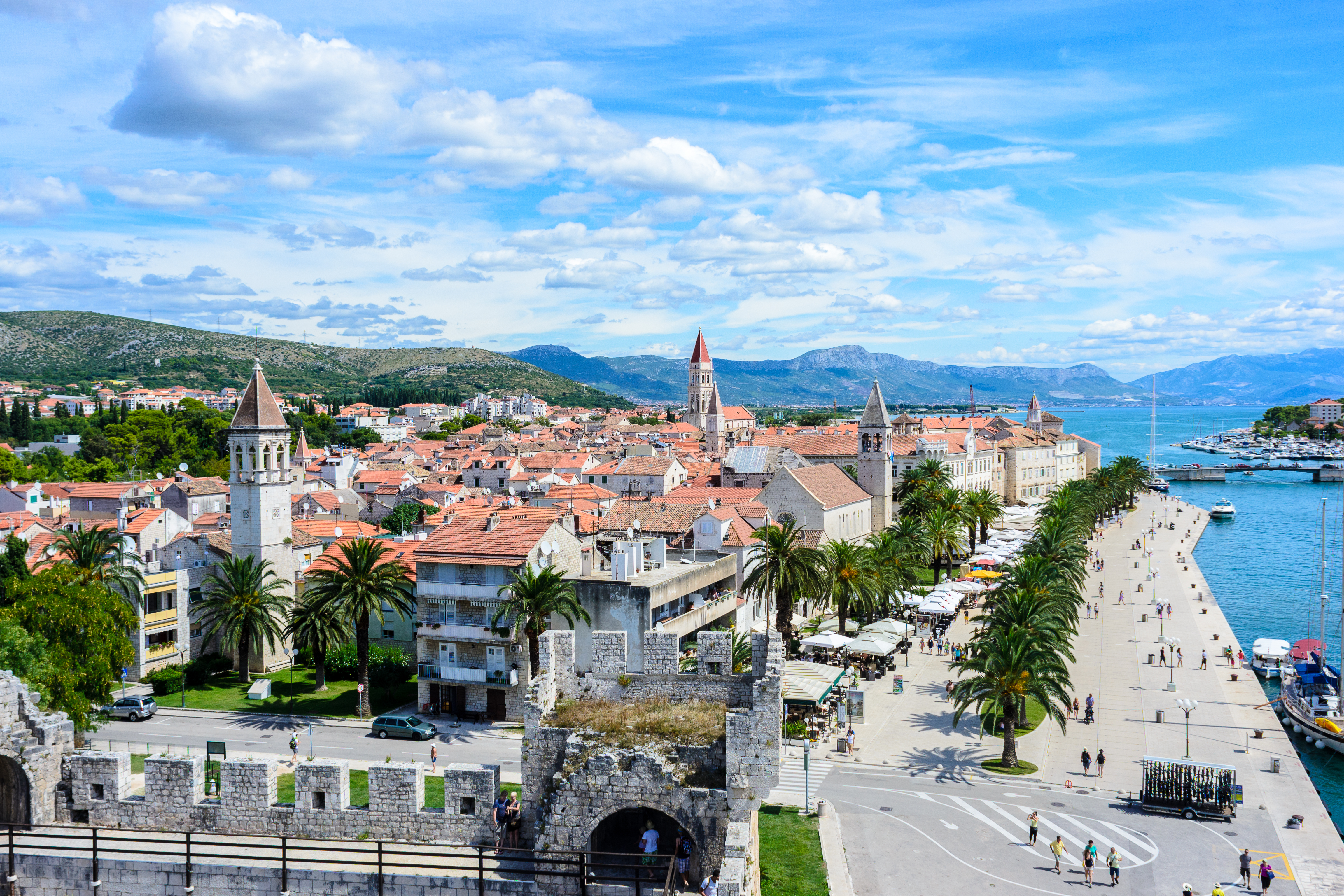
Vy över Trogirs världsarvslistade historiska stadskärna.

Trogirs historia berör det geografiska område som idag administrativt omfattar staden och stadskommunen Trogir i Kroatien.
Trogir är belägen vid Adriatiska havet i mellersta Dalmatien. Staden har sitt ursprung i den grekiska koloni som på 200-talet f.v.t. grundades på en liten ö mellan fastlandet och Čiovo och som idag utgör Gamla stan. Med rötter från perioden innan vår tideräkning är Trogir en av de äldsta städerna längs den kroatiska kusten med urban kontinuitet från antiken till idag. Trogir har under sin långa historia styrts, kontrollerats eller stått i beroendeställning till bland annat romare, bysantiner, ungrare, venetianare, fransmän och österrikare som alla på olika sätt och i varierande omfattning präglat och lämnat avtryck på stadens historia.

## Förhistoria
Trogir-området har varit befolkat sedan länge. På fastlandet, i en grotta vid byn Trapljeni Doci, har arkeologiska fyndigheter efter Neandertalmänniskor påträffats. Fyndigheterna består av vapen och spjutspetsar som antas vara omkring 45 000 år gamla.
Trogirs historiska stadskärna är belägen på en liten ö mellan fastlandet och Čiovo. Arkeologiska fyndigheter antyder att den lilla ön var bebodd redan under brons- och järnåldern. Trots att arkeologiska utgrävningar utförts flera meter under havsytan i stadskärnan har arkeologerna inte nått sterila lager. Närheten och kontakten med havsvatten har varit försvårande omständigheter i utforskningen av Trogirs tidiga historia. De äldsta fyndigheterna som hitintills påträffats på ön är från omkring år 2 000 f.v.t. och består bland annat av keramiska föremål.    

## Antiken, romartiden och den bysantinska perioden

### Grekisk koloni

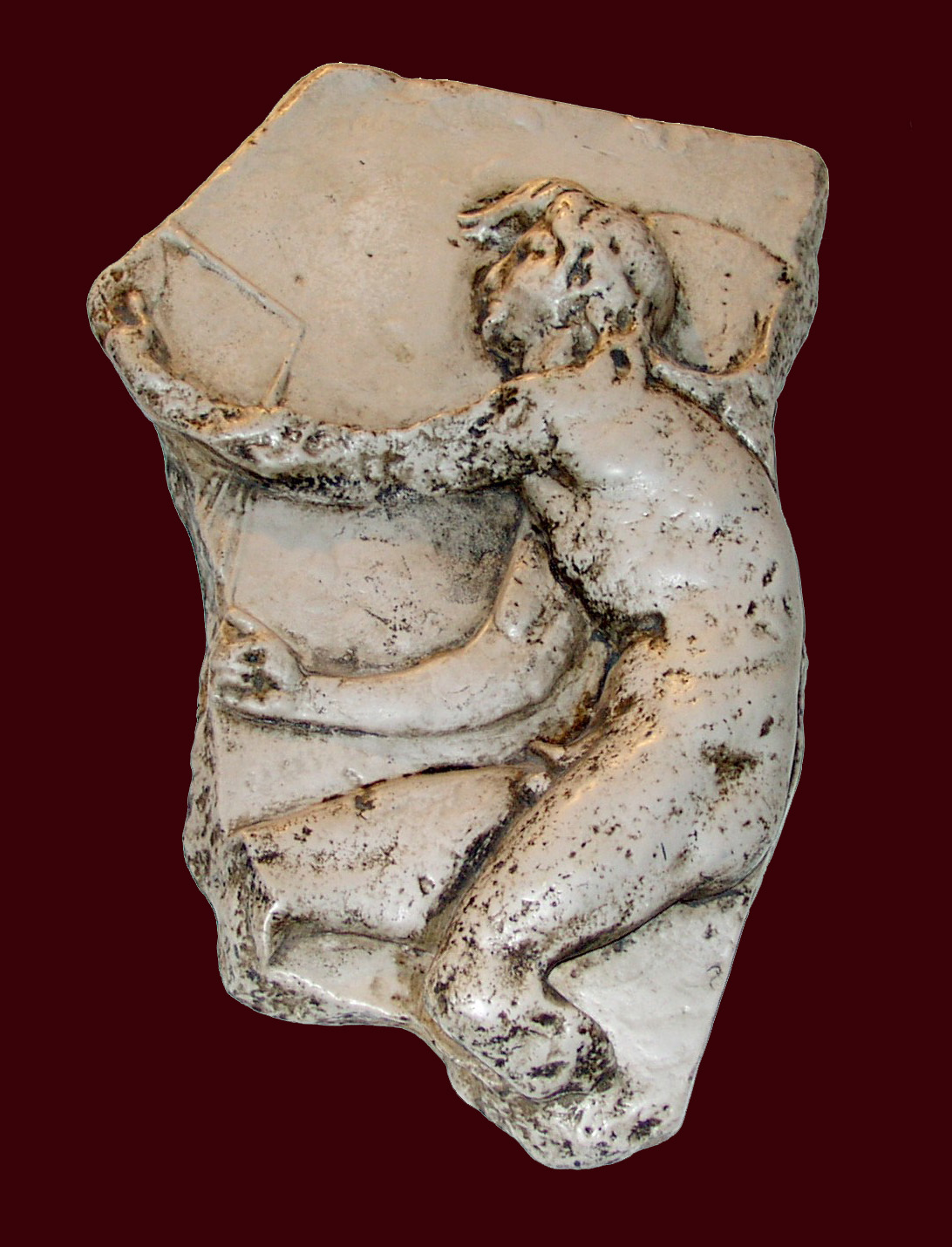
Kopia från år 1974 föreställande den antika Kairos-reliefen som påträffades år 1928 i Trogir.

I samband med den grekiska koloniseringen av Adriatiska havet århundradena f.v.t. anlade de antika grekerna flera kolonier längs med den östra adriatiska kusten. Vid tiden för kolonisationen av det mellandalmatiska området befolkades det av den antika folkstammen dalmaterna med vilka grekerna bedrev handel. Trogir grundades troligtvis i slutet av 200-talet eller början av 100-talet f.v.t. som en handelskoloni (emporia) av grekiska kolonisatörer från den redan etablerade kolonin Issa på ön Vis. De kallade bosättningen Tragoúrion – ett namn som troligtvis kan härledas från de grekiska orden "tragos" (getabock) och "óros" (berg). Emedan en bosättning gradvis tog form på den lilla ön som idag utgör Trogirs stadskärna etablerades fornborgar och tidiga befästningsverk på höjderna omkring bosättningen. För att skydda kolonin uppförde grekerna en stenmur kring den lilla ö som idag utgör Gamla stan. Det har påvisats att stenar från den ursprungliga muren ingår i vad som idag finns kvar av Trogirs stadsmur som under den venetianska administrationen byggdes till och förstärktes. Gamla stans ortogonala gatuplan härstammar från den hellenistiska perioden. Den grekiska närvaron under antiken styrks även av flera arkeologiska fyndigheter, däribland ett altare tillägnat gudinnan Hera som påträffats vid Sankt Laurentius-katedralens klocktorn, en relief föreställande en arbetande kvinna och en relief föreställande guden Kairos. Kairos-reliefen från det första århundradet f.v.t. upptäcktes våren 1928 i Stanošević-familjens övergivna hus och förvaras idag i Trogirs benediktinkloster. Det bör påpekas att många av de antika hellenistiska fyndigheterna under medeltiden byggdes in som dekorativa element i stadens adelspalats och att deras proveniens därför inte kan säkerställas.

### Romersk bosättning
Det romerska rikets expansion i det östadriatiska området ledde till att bosättningen romaniserades på 000-talet f.v.t. Romarna kallade bosättningen Tragurium och staden omnämns med detta namn i flera historiska källor.  Bland annat noterade Plinius den äldre i det encyklopediska verket Naturalis Historia att oppidum Tragurium är "känd för sin marmor". Som romersk bosättning utvecklades Tragurium till en viktig hamnstad i den romerska provinsen Dalmatia. I ett stenbrott på den närliggande höjden Sutilija har två ofärdiga kolonner, två altare tillägnade guden Hercules och kapitäl från den romerska tiden påträffats. Den romerska bosättningen utvecklades inom murarna och utanför dessa anlades nekropoler. Det relativt stora antalet romerska gravstenar, minnestavlor, sarkofager, urnor och milstolpar som påträffats härstammar från dessa nekropoler. Vid den sydvästra sidan om dagens huvudtorg i Gamla stan har resterna efter ett romerskt torg (forum) påträffats. Det närliggande Salonas utveckling och ökande välstånd berövade dock med tiden Trogirs betydelse. 
Att kristendomen accepterades tidigt i området styrks av flera fyndigheter, däribland resterna efter en senantik basilika vid lokaliteten Ošljak-Travarica (platsen för dagens stadsmarknad). Därtill finns flera fornkyrkor i staden och dess omgivningar på vars grunder nya kyrkor senare uppförts på.

### Bysantinsk överhöghet
Den västromerska civilisationen gradvisa förfall och slutgiltiga sammanbrott under 400-talet sammanföll längs den östra adriatiska kusten med upprepade barbariska attacker och plundringståg mot de etablerade romerska bosättningarna och städerna (municipium). Efter det Västromerska rikets fall upprättade ostrogoterna ett kungariket (se Ostrogotiska kungariket) som ägde bestånd åren 493–552 och även omfattade Dalmatien och Trogir-området. Efter Västroms fall lyckades dock Trogirs autoktona befolkning liksom flera andra dalmatiska kuststäder behålla viss autonomi och sin romerska kultur (se de dalmatiska stadsstaterna). Detta genom att de upprätthöll politiska kontakter med Bysantinska riket (Östrom) till vilka de fick avlägga tribut för sitt skydd och rätt att bedriva handel. Under 500-talet attackerade bysantinerna ostrogoterna i syfte att återupprätta de västromerska provinserna som intagits av barbariska folkstammar. I samband med det gotiska kriget (535–554) tog Bysantinska riket kontroll över det område som tidigare kontrollerats av ostrogoterna med det att de dalmatiska stadsstaternas vasallförhållande gentemot Bysans bestod.  

## Medeltiden
Medeltiden i Trogirs historia kännetecknas av en gradvis förändring av stadens etniska och kulturella struktur samt att staden kontrollerades av olika härskare. 

### Tidig medeltid

Karta över Europa som visar slavernas migration under folkvandringstiden.

På 600-talet attackerade avarerna den romerska provinsen Dalmatias huvudstad Salona upprepade gånger. Staden förstördes slutligen vilket ledde till att lokalbefolkningen tog sin tillflykt till Diocletianus palats. Räderna mot det till Trogir närliggande Salona sammanföll med folkvandringstiden då en gradvis inflyttning av slaver med tiden kom att förändra områdets etniska och kulturella struktur. Huruvida den slaviska invandringen berodde på spontana migrationer eller om slaverna (kroaterna) bjöds in av Bysans för att försvara rikets gränser (såsom det beskrivs i den historiska krönikan De administrando imperio från 900-talet) är idag inte helt säkerställt. De slaviska invandrarnas språk och kultur blev emellertid med tiden förhärskande på landsbygden och områdena kring de dalmatiska stadsstaterna. Genom handel och tilltagande interaktion, i synnerhet efter slavernas kristnande, assimilerades de forna romerska stadsstaterna med tiden av slaverna. Från åtminstone 1100-talet var den slaviska etniska komponenten dominerande i Trogir.
På 700-talet upprättade kroaterna ett furstendöme (se Furstendömet Kroatien) vid den östra adriatiska kusten. Det verkar som att den kroatiske furst Trpimir I på 800-talet avlade ett framgångsrikt besök i Trogir för från år 870 betalade stadsinvånarna tribut till den kroatiske härskaren. År 1000 svor Trogir sin lojalitet till Venedig och den venetianske dogen Pietro II Orseolo och i början av årtusendet grundades Trogirs stift (upplöst år 1828 och ingår numera i Split-Makarskas ärkestift). Alliansen med Venedig och den en utökande handeln med Apenninska halvön ledde till ökat välstånd.   

### Högmedeltiden

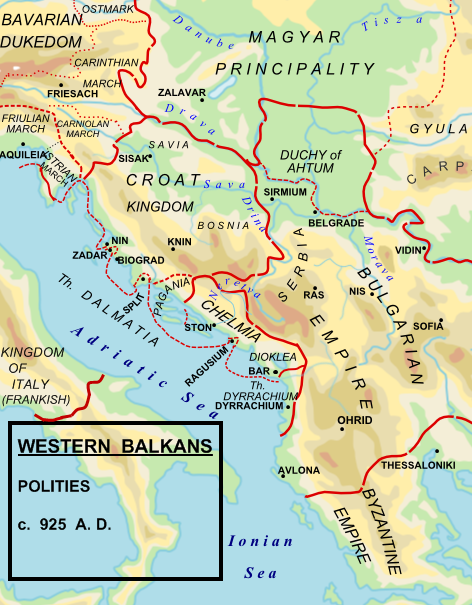
Kungariket Kroatien omkring år 925.

På 900-talet grundades Kungariket Kroatien genom en föreningen av de två kroatiska furstendömena, av eftervärlden kallade Furstendömet Kroatien och Pannoniska Kroatien. År 1102 ingick det medeltida Kroatien i personalunionen med Kungariket Ungern. Den ungersk-kroatiske kung Kolomans kröning samma år i Biograd na Moru innebar att hans förvaltningsområde utökades till att omfatta hela södra Dalmatien. Genom att betala skatt till den ungersk-kroatiske kungen kunde de dalmatiska stadsstaterna behålla viss politisk autonomi. Det gällde även Trogir som år 1000 svurit trohet mot Venedig. År 1105 erkände Trogir den ungersk-kroatiska kungarikets överhöghet. Av ett bevarat kungligt fribrev från den 25 maj 1107 framgår att den ungersk-kroatiske kungen lovade Trogirs invånare en "fast fred" och kungligt beskydd. Trogir befriades från att avlägga tribut för denna fred under förutsättning att staden betalade två tredjedelar av de inkomster som sjöhandeln inbringade till kungen. Fribrevet fastslog också att en tredjedel av inkomsterna skulle betalas till stadens hertig och att det stod stadsinvånarna fritt att välja sin egen biskop och hertig. Under de kommande årtiondena växlade kontrollen över Trogir mellan Venedig och det ungersk-kroatiska kungariket. År 1123 attackerades Trogir av saracenerna som i det närmaste ödelade staden. Trogir återhämtade sig dock senare från attacken. År 1133, under den ungersk-kroatiske kung Béla II:s regeringstid, lyckades det ungersk-kroatiska kungariket dock befästa makten över staden mer permanent. Det ungersk-kroatiska styret avbröts emellertid kortvarigt åren 1166–1180 då Trogir erkände den bysantinske kejsar Manuel I:s överhöghet. Från år 1180 lyckades kung Béla III återbörda Trogir till det ungersk-kroatiska kungariket.

### Senmedeltiden
I början av 1200-talet var det ungersk-kroatiska kungariket försvagat. På bekostnad av den kungliga makten tog lokala feodalherrar från Šubić-ätten kontrollen över flera kuststäder, inklusive Trogir. I samband med mongolernas invasion av Europa sökte den ungersk-kroatiske kung Béla IV och hans hov år 1242 skydd i Trogir. Enligt historiska krönikor uppmanade mongolerna Trogir-borna (på kroaternas tungomål så att de skulle bli förstådda) att kungen skulle utlämnas till dem. En utlämning kom dock aldrig till stånd. Under den provisoriska tiden i Trogir stärkte kungen sin makt men redan i slutet av 1200-talet hade de kroatiska feodalherrarna återtagit det lokala styret. På 1200–1300-talet kom stadens valda hertigar nästan uteslutande från Šubić-ätten. En av de mest framstående av dessa var Mladen III. Enligt en inskription på en gravhäll i Trogirs katedral kallas han "kroaternas sköld". I ett försök att avbryta Mladen II:s styre ingick Šibenik och Trogir år 1322 en allians som innebar att de båda städerna tillfälligt hamnade under venetiansk överhöghet. Kung Ludvig I:s lyckosamma fälttåg mot Venedig innebar dock att Trogir år 1358 återbördades till det ungersk-kroatiska kungariket. Kring sekelskiftet 1300/1400-talet kontrollerades Trogir av olika härskare. Åren 1390–1394 erkände staden de bosniska kungarnas och därefter den ungersk-kroatiske kung Sigismunds överhöghet. Åren 1402–1408 erkände Trogir kung Vladislavs styre, därefter återigen kung Sigismunds överhöghet för att slutligen år 1420 (som den sista av de dalmatiska stadsstaterna) erkänna venetiansk överhöghet.

## Venetianskt, franskt och österrikiskt styre

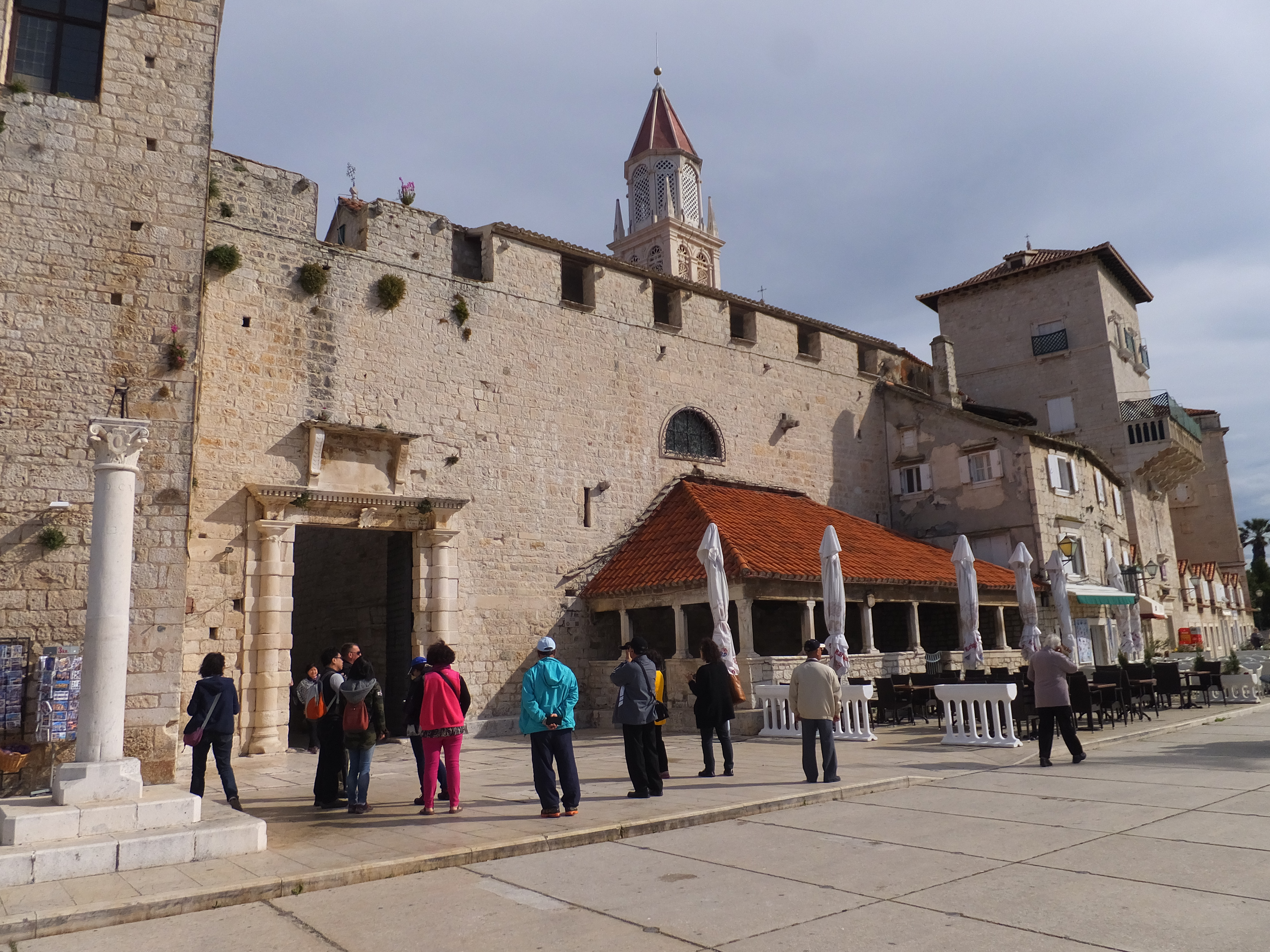
Havsporten och en del av försvarsmuren som tillkom under det venetianska styret.

År 1420 tillföll Trogir Republiken Venedig och det venetianska styret varade därefter till republikens upplösning år 1797. Med undantag för en kort fransk ockupation åren 1806–1813 tillföll staden sedan österrikarna som behöll makten fram till år 1918. 
Parallellt med Trogirs ekonomiska utveckling på 1100-talet hade staden genom att betala tribut och erkänna olika härskare utvecklat och lyckats behålla ett halvautonomt styrelseskick. I samband med det venetianska styret som upprättades år 1420 begränsades Trogirs relativa autonomi och med det venetianska styret inleddes även en period av ekonomisk stagnation. I slutet av 1400-talet präglade Trogir egna kopparmynt (bagattino) som hade en avbildning av stadens skyddshelgon Sankt Laurentius på framsidan. Från 1500-talet upplevde Trogir en kulturell blomstringstid och staden växte till ett av de starkaste humanistiska centrumen i vad som idag är Kroatien. Under den venetianska perioden tillkom flera av stadens mest framstående byggnadsverk och i Gamla stan finns idag ett ansenligt antal byggnader som bär stildrag från renässansen och barocken. Stadens ekonomiska välstånd och kulturella utveckling hotades dock under 1500- och 1600-talet av det muslimska Osmanska riket som tidigare expanderat i sydöstra Europa och intagit stora delar av Balkanhalvön. Upprepade osmanska intrång i det venetianska Dalmatien och tillfälliga osmanska ockupationer av det dalmatiska inlandet innebar ett ständigt närvarande hot mot stadens säkerhet. Det var först i samband med Moreakrigen (1684–1699) mellan Venedig och Osmanska riket som det osmanska hotet mot Trogir och Dalmatien avvärjdes permanent.
I samband med Napoleonkrigen ritades Europas karta om. Som ett resultat av franska påtryckningar upplöstes Republiken Venedig år 1797. Freden i Campo Formio samma år innebar att Österrike erhöll de tidigare venetianska områdena i det kroatiska kustlandet, Istrien och Dalmatien. Den österrikiska administrationen av Trogir blev dock kortvarig. Efter slaget vid Austerlitz och den efterföljande freden i Pressburg år 1805 tvingades Österrike avträda besittningarna längs den östra adriatiska kusten till Frankrike. Trots upprepade försök misslyckades Österrike att återta områdena. År 1809 skapade fransmännen de illyriska provinserna som bestod av bland annat Istrien, Dalmatien och den av fransmännen upplösta Republiken Ragusa. Som en stad i Dalmatien ingick även Trogir i den nya franska provinsen. Det franska styret varade mindre än ett decennium men lämnade bestående avtryck i regionen. Den franska administrationen införde bland annat en modern administration och jämställdhet inför lagen samt anlade vägar och öppnade nya skolor. I Trogir är Marmonts gloriette (ett lusthus i Gamla stan uppfört till den franske marskalken Auguste de Marmonts ära) ett av få bestående minnesmärken i Kroatien från den franska perioden. I slaget vid Leipzig år 1813 betvingades Napoleons styrkor av de allierade vilket innebar att österrikarna återigen kunde ta kontroll över området. Det österrikiska herraväldet över de illyriska provinserna (och därmed Trogir) bekräftades på Wienkongressen år 1815. Trogir ingick därefter i den österrikiska och sedermera österrikisk-ungerska provinsen Kungariket Dalmatien som efter den österrikisk-ungerska kompromissen år 1867 knöts till den österrikiska rikshalvan. Den österrikiska styret varade till första världskrigets slut och Österrike-Ungerns upplösning år 1918. 

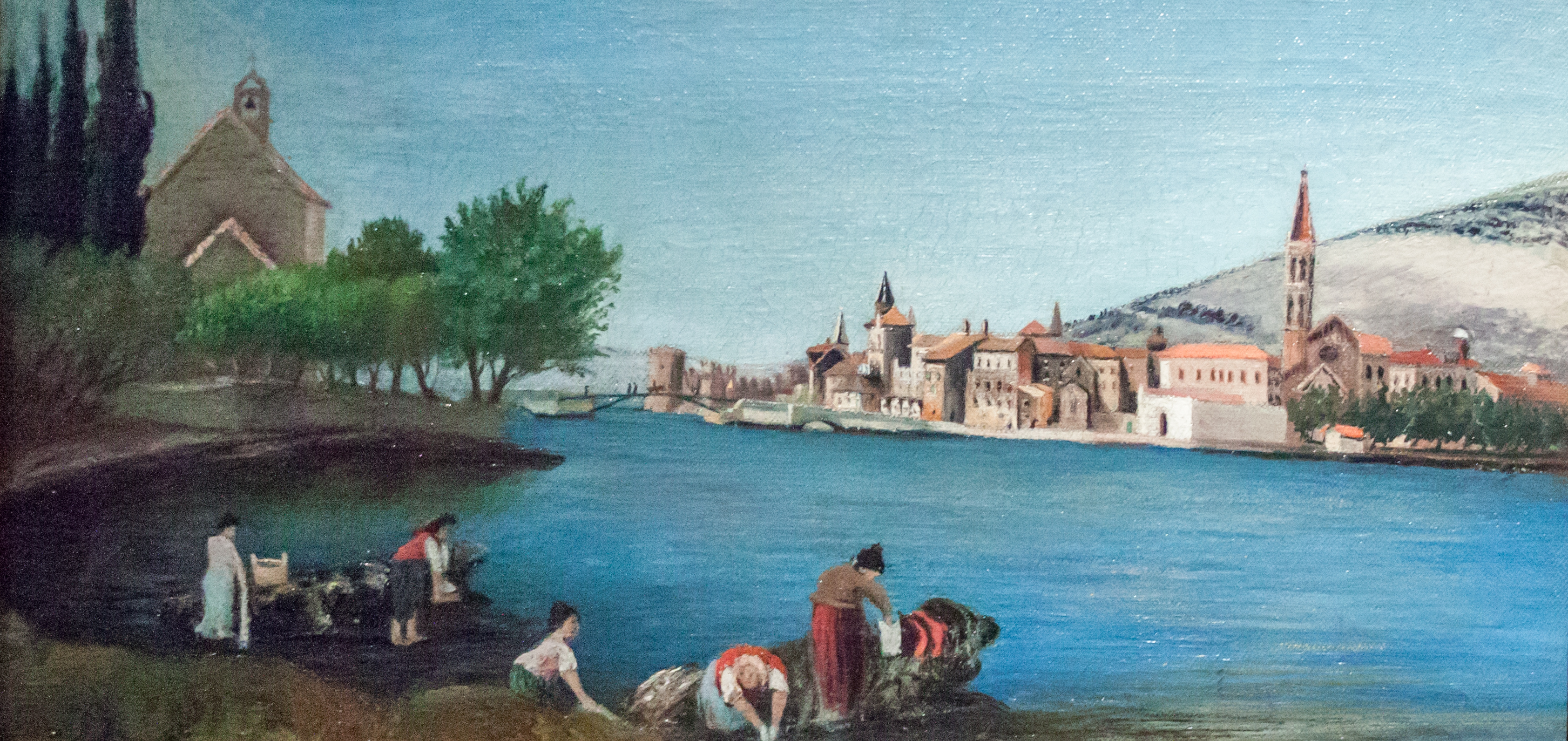
Oljemålningen Morgon i Trau, ett verk av ungraren Tivadar Csontváry Kosztka (1853–1919), föreställande Trogir vid sekelskiftet 1800/1900-talet.

Det politiska livet i österrikiska Trogir karaktäriserades i slutet av 1800-talet (liksom i flera dalmatiska städer) av kampen mellan Folkpartiet och Autonomisternas parti. Folkpartiet ville bland annat införa kroatiskan som officiellt språk i den dalmatiska lantdagen och administrativt ansluta Dalmatien till den kroatisk-slavonska provinsen. Autonomisternas parti motsatte sig en förening av de "kroatiska länderna" inom dubbelmonarkin Österrike-Ungern och förespråkade fortsatt bruk av italienska i lantdagen och de lokala församlingarna. Autonomisternas parti hade inledningsvis ett stark fäste i Trogir men i kommunvalet år 1886 fick Folkpartiet majoritet i Trogirs kommunfullmäktige. Maktkampen bör ses mot bakgrund av rådande politiska strömningar i 1800-talets Europa. Präglade av den tilltagande nationalismen, Italiens enande och italienska irredentismen försökte den italienskspråkiga makteliten (som utgjorde en minoritet i Dalmatien) värna Dalmatiens romanska arv, alternativt söka starkare band med det enade Italien. I opposition till detta stod illyrismen och den kroatiska nationella pånyttfödelsen som var politiska strömningar med syfte att förena alla kroater (alternativt alla sydslaver) inom Dubbelmonarkin i en politisk och kulturellt enhet.             

## 1918–
Efter första världskriget slut år 1918 uppgick staden Trogir i Slovenernas, kroaternas och serbernas stat som samma år gick samman med Serbien och bildade Serbernas, kroaternas och slovenernas kungarike (från år 1929 kallat Jugoslavien).
Under andra världskriget ockuperades Jugoslavien av Nazityskland och i samband med det utropade den med Nazityskland allierade  Oberoende staten Kroatien år 1941 sin självständighet. Merparten av dagens Kroatien ingick i den Oberoende staten Kroatien medan vissa områden besattes av främmande makter. Trogir och det mellandalmatiska kustområdet ockuperades av det då fascistiska Italien och ingick åren 1941–1943 i det dalmatiska guvernementet. Efter den italienska kapitulationen hösten 1943 intogs Trogir av tyska trupper vilket föranledde att de allierade flygbombande staden. I den mest förödande flygattacken som inleddes klockan 15:30 den 23 februari 1944 dödades 25 civila personer i åldrarna 1–70 år. Därtill skadades eller förstördes åtskilliga byggnader, bland annat Sankt Mikael-kyrkans klocktorn och Sankt Dominicus kyrka. Zagrebs dåvarande ärkebiskop Alojzije Stepinac kritiserade i hårda ordalag de allierades bombningar av kroatiska städer som han menade drabbade den oskyldiga civilbefolkningen. Den samtida pressen (bland annat Split-baserade "Novo doba") benämnde flygbombningarna som "terroristhandlingar". Trogir flygbombades ånyo den 23 mars 1944 och något senare samma år intogs staden av Titos partisaner. Trogir integrerades därefter i det återupprättade och därefter kommunistiska Jugoslavien. I efterkrigsjugoslavien utvecklades stadens skeppsvarvsindustri (skeppsvarvet Brodotrogir grundades år 1944) och senare den moderna turismnäringen såsom vi känner den idag.   
Sedan år 1991 tillhör Trogir det självständiga Kroatien.

### Fotnoter
1. 1 2  ”Historic City of Trogir” (på engelska). Unesco.org. Unesco. http://whc.unesco.org/en/list/810. Läst 10 mars 2019.
2. ↑  ”Trogir, Croatia: Carved Out of History and Stone” (på engelska). Europeupclose.com. Europe Up Close. https://europeupclose.com/article/trogir-croatia-carved-out-of-history-and-stone. Läst 8 mars 2019.
3. ↑  ”Trogir” (på engelska). Visitsplit.com. Splits turistråd. https://visitsplit.com/en/222/trogir. Läst 10 mars 2019.
4. 1 2 3 4 5 6  ”Trogir kroz povijest” (på kroatiska). Trogir.hr. Trogirs stad. Arkiverad från originalet den 24 februari 2019. https://web.archive.org/web/20190224035210/http://trogir.hr/GradTrogir/o-trogiru/trogir-kroz-povijest. Läst 21 februari 2019.
5. 1 2  ”Reljef Kairosa, grčkog božanstva sretnog trenutka” (på kroatiska). Trogironline.com. Trogir Online. http://www.trogironline.com/hr/povijest_kultura.html. Läst 28 februari 2019.
6. 1 2 3 4 5 6 7 8 9 10 11 12 13 14 15 16 17 18 19 20 21 22 23 24 25 26 27 28 29 30 31 32 33  ”Trogir” (på kroatiska). Enciklopedija.hr. Miroslav Krležas lexikografiska institut i Zagreb. http://www.enciklopedija.hr/Natuknica.aspx?ID=62405. Läst 27 februari 2019.
7. ↑  Everett-Heath, John (på engelska). The Concise Dictionary of World Place Names. Oxford, Storbritannien: Oxford University Press. doi:10.1093/acref/9780199580897.001.0001. ISBN 9780199580897. https://books.google.se/books?id=qgJCDwAAQBAJ&pg=PT1487&hl=sv&source=gbs_selected_pages&cad=2#v=onepage&q&f=false. Läst 28 februari 2019
8. ↑  ”Trogir: 25 Things to Know about UNESCO Old Town Heaven” (på engelska). Total-croatia-news.com. Total Croatia News. Arkiverad från originalet den 9 augusti 2017. https://web.archive.org/web/20170809020009/http://www.total-croatia-news.com/item/12754-trogir-25-things-to-know-about-unesco-old-town-heaven. Läst 10 mars 2019.
9. ↑  Přikryl, Richard (på engelska). Dimension Stone 2004 - New Perspectives for a Traditional Building Material: Proceedings of the International Conference in Dimension Stone 2004. CRC Press. sid. 30. ISBN 9789058096753. https://books.google.se/books?id=1-tKAQAAIAAJ&pg=PA60&lpg=PA60&dq=marmore+notum&source=bl&ots=EIAeiLmyAE&sig=ACfU3U3PQ3ay3jEpQc3Pm4GVbYpB-lReDQ&hl=sv&sa=X&ved=2ahUKEwizh4D0_oXhAhVrlYsKHdpECNQQ6AEwAnoECAMQAQ#v=onepage&q=marmore%20notum&f=false. Läst 16 mars 2019
10. ↑  Cassas, Louis François (på engelska). Travels in Istria and Dalmatia; drawn up from the itinerary of L. F. Cassas. RareBooksClub.com. sid. 60. ISBN 978-1231160855. https://books.google.se/books?id=1-tKAQAAIAAJ&pg=PA60&lpg=PA60&dq=marmore+notum&source=bl&ots=EIAeiLmyAE&sig=ACfU3U3PQ3ay3jEpQc3Pm4GVbYpB-lReDQ&hl=sv&sa=X&ved=2ahUKEwizh4D0_oXhAhVrlYsKHdpECNQQ6AEwAnoECAMQAQ#v=onepage&q=marmore%20notum&f=false. Läst 16 mars 2019
11. ↑  Avcioğlu, Nebahat; Sherman, Allison (på engelska). Artistic Practices and Cultural Transfer in Early Modern Italy: Essays in Honour of Deborah Howard. Routledge. sid. 110. ISBN 978-1472443656. https://books.google.se/books?id=bD0rDwAAQBAJ&pg=PA110&lpg=PA110&dq=marmore+notum&source=bl&ots=nRTkVv03NA&sig=ACfU3U2EtVuWuoUtVdwVVvJL_NLbRe0CQw&hl=sv&sa=X&ved=2ahUKEwii8pq-_oXhAhXFqIsKHVEqDFgQ6AEwAXoECAkQAQ#v=onepage&q=marmore%20notum&f=false. Läst 16 mars 2019
12. ↑  ”History of Trogir” (på engelska). Visitdalmatia.com. VisitDalmatia.com. http://visitdalmatia.com/trogir/trogir-history.html#.XIyRZihKg2w. Läst 16 mars 2019.
13. ↑  ”Medeltiden”. Ne.se. Nationalencyklopedin. https://www.ne.se/uppslagsverk/encyklopedi/l%C3%A5ng/medeltiden. Läst 10 mars 2019.
14. ↑  ”Ostrogoth” (på engelska). Britannica.com. Encyclopædia Britannica. https://www.britannica.com/topic/Ostrogoth. Läst 10 mars 2019.
15. ↑  ”Solin” (på kroatiska). Enciklopedija.hr. Miroslav Krležas lexikografiska institut i Zagreb. http://www.enciklopedija.hr/Natuknica.aspx?ID=57070. Läst 13 mars 2019.
16. ↑  Van Antwerp Fine Jr., John (på engelska). When Ethnicity Did Not Matter in the Balkans: A Study of Identity in Pre-Nationalist Croatia, Dalmatia, and Slavonia in the Medieval and Early-Modern Periods. University of Michigan Press. ISBN 978-0472114146. https://books.google.se/books?id=wEF5oN5erE0C&pg=PA22&lpg=PA22&dq=dalmatina+citys+becamen+slavic&source=bl&ots=leGXFUGhAL&sig=ACfU3U04WyF8A2kDnsXZ0PAXPnCXYrZPog&hl=sv&sa=X&ved=2ahUKEwiKvZ_vlobhAhV0wcQBHQjRBuwQ6AEwCnoECAEQAQ#v=onepage&q=dalmatina%20citys%20becamen%20slavic&f=false. Läst 16 mars 2019
17. ↑  Van Antwerp Fine Jr., John (på engelska). When Ethnicity Did Not Matter in the Balkans: A Study of Identity in Pre-Nationalist Croatia, Dalmatia, and Slavonia in the Medieval and Early-Modern Periods. University of Michigan Press. sid. 21–22. ISBN 978-0472114146. https://books.google.se/books?id=wEF5oN5erE0C&pg=PA22&lpg=PA22&dq=dalmatina+citys+becamen+slavic&source=bl&ots=leGXFUGhAL&sig=ACfU3U04WyF8A2kDnsXZ0PAXPnCXYrZPog&hl=sv&sa=X&ved=2ahUKEwiKvZ_vlobhAhV0wcQBHQjRBuwQ6AEwCnoECAEQAQ#v=onepage&q=dalmatina%20citys%20becamen%20slavic&f=false. Läst 16 mars 2019
18. 1 2 3 4 5  ”Trogirska diploma” (på kroatiska). Enciklopedija.hr. Miroslav Krležas lexikografiska institut i Zagreb. http://www.enciklopedija.hr/natuknica.aspx?id=62407. Läst 21 februari 2019.
19. 1 2 3  ”The History of Trogir” (på engelska). Dalmatia.hr. Turistrådet för Split-Dalmatiens län. Arkiverad från originalet den 12 augusti 2020. https://web.archive.org/web/20200812062827/https://www.dalmatia.hr/en/culture-and-sights/the-history-of-trogir. Läst 10 mars 2019.
20. ↑  ”Epitaphe de Mladen III Šubić, prince de Bribir” (på franska). Remacle.org. Remacle. http://remacle.org/bloodwolf/historiens/anonyme/epitaphe.htm. Läst 16 mars 2019.
21. ↑  ”Poznati i nepoznati detalji” (på kroatiska). Tragurium.blogspot.com. Trogir kroz povijest. http://tragurium.blogspot.com/2015/03/poznati-i-nepoznati-detalji.html. Läst 16 mars 2019.
22. ↑  ”Treaty of Campo Formio” (på engelska). Britannica.com. Encyclopædia Britannica. https://www.britannica.com/event/Treaty-of-Campo-Formio. Läst 15 mars 2019.
23. ↑  ”Treaty of Pressburg” (på engelska). Britannica.com. Encyclopædia Britannica. https://www.britannica.com/event/Treaty-of-Pressburg-1805. Läst 15 mars 2019.
24. 1 2  ”Illyrian Provinces” (på engelska). Britannica.com. Encyclopædia Britannica. https://www.britannica.com/place/Illyrian-Provinces. Läst 15 mars 2019.
25. ↑  ”Trogir” (på engelska). Topdestinacije.hr. Top destinacije – Hrvatska. http://www.topdestinacije.hr/destinacija/srednja-dalmacija-trogir-31. Läst 11 mars 2019.
26. ↑  ”Battle of Leipzig” (på engelska). Britannica.com. Encyclopædia Britannica. https://www.britannica.com/event/Battle-of-Leipzig. Läst 15 mars 2019.
27. ↑  ”Congress of Vienna” (på engelska). Britannica.com. Encyclopædia Britannica. https://www.britannica.com/event/Congress-of-Vienna. Läst 15 mars 2019.
28. ↑  ”Kingdom of Serbs, Croats, and Slovenes” (på engelska). Britannica.com. Encyclopædia Britannica. https://www.britannica.com/place/Kingdom-of-Serbs-Croats-and-Slovenes. Läst 16 mars 2019.
29. ↑  ”Varieties Of Fascism” (på engelska). Britannica.com. Encyclopædia Britannica. https://www.britannica.com/topic/fascism/Varieties-of-fascism#ref976049. Läst 16 mars 2019.
30. 1 2  ”"Dan koji ne smijemo prepustiti zaboravu" – Otkrivena spomen ploča u spomen na najbolniji dan u II. Svjetskom ratu” (på kroatiska). Trogir.hr. Trogirs stad. http://www.trogir.hr/GradTrogir/493-spomenplocapasike. Läst 13 mars 2019.[död länk]
31. 1 2 3 4  ”Angloamerička bombardiranja Trogira u veljači 1944.” (på kroatiska). Academia.edu. Academia.edu. http://www.academia.edu/4805208/ANGLOAMERI%C4%8CKA_BOMBARDIRANJA_TROGIRA_U_VELJA%C4%8CI_1944._Allied_bombing_of_Trogir_in_February_1944_. Läst 13 mars 2019.
32. ↑  ”History” (på engelska). Brodotrogir.hr. Brodotrogir. http://www.brodotrogir.hr/en/index.php/about-us/history. Läst 16 mars 2019.